# 3-demetilubichinone-9 3-O-metiltransferasi
La 3-demetilubichinone-9 3-O-metiltransferasi è un enzima appartenente alla classe delle transferasi, che catalizza la seguente reazione:
S-adenosil-L-metionina + 3-demetilubichinone-9 ⇄ S-adenosil-L-omocisteina + ubichinone-9